# Copa Chile Mountain Bike
La Copa Chile Mountain Bike es un campeonato de Ciclismo de montaña en Chile, anual basado en un ranking de cinco fechas repartidas en las ciudades de Santiago, La Serena, y Concepción durante los meses de septiembre a noviembre. 
Comprende dos modalidades del Mountain Bike:
- Cross Country Olímpico (XCO).
- Descenso o Downhill individual (DHI).

- Datos: Q5786684